# 西川久仁子
西川 久仁子（にしかわ くにこ、1962年7月9日 - ）は、日本の経営コンサルタント、実業家。
ファーストスター・ヘルスケア代表取締役、群馬銀行社外取締役、キユーピー株式会社の社外取締役を兼任。
CFA協会認定証券アナリスト、経済同友会幹事。

## 人物・経歴
東京大学法学部卒。米国スタンフォード大学にて経営学修士(MBA)取得。
外資系金融機関のシティバンク、エヌ・エイに勤務、その後外資系経営コンサルティング会社のA.T.カーニーを経て、看護師人材会社 スーパーナースの社長を10年弱務める。　
2010年に医療・介護分野を専門とするコンサルティング会社、ファーストスター・ヘルスケアを設立、現在に至る。
この間、ベネッセMCMとFRONTEOヘルスケアの社長職を要請され着任、事業の成長基盤と収益基盤を構築した。
また、地域経済活性化支援機構の社外取締役（2018年6月まで）、オムロン株式会社の社外取締役（2020年6月まで）海上・港湾・航空技術研究所非常勤監事（2023年7月31日まで）、パナソニック株式会社の社外取締役（2025年3月まで）AIGジャパン・ホールディングス社外取締役（2025年6月まで）も務めていた。